# Vallarsa
Vallarsa (Duits Brandtal) is een gemeente in de Italiaanse provincie Trente (regio Trentino-Zuid-Tirol) en telt 1409 inwoners (31-12-2004). De oppervlakte bedraagt 78,3 km², de bevolkingsdichtheid is 18 inwoners per km².
De volgende frazioni maken deel uit van de gemeente: Camposilvano.

## Demografie
Vallarsa telt ongeveer 626 huishoudens. Het aantal inwoners daalde in de periode 1991-2001 met 2,7% volgens cijfers uit de tienjaarlijkse volkstellingen van ISTAT.
| Jaar | Inwoneraantal |
| ---- | ------------- |
| 1991 | 1431          |
| 2001 | 1393          |

## Geografie
Vallarsa grenst aan de volgende gemeenten: Rovereto, Trambileno, Ala, Valli del Pasubio (VI), Recoaro Terme (VI).

## Externe link

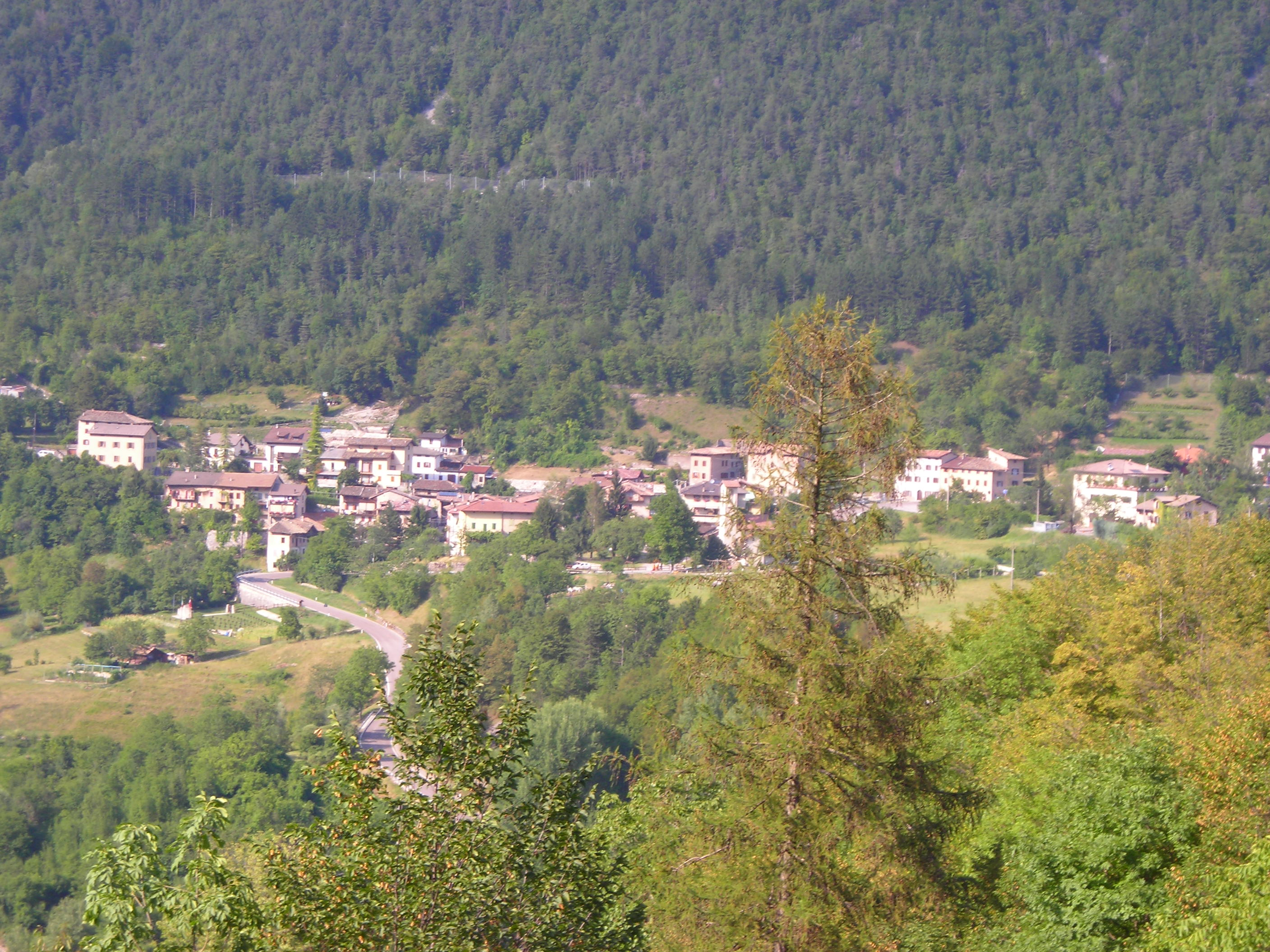
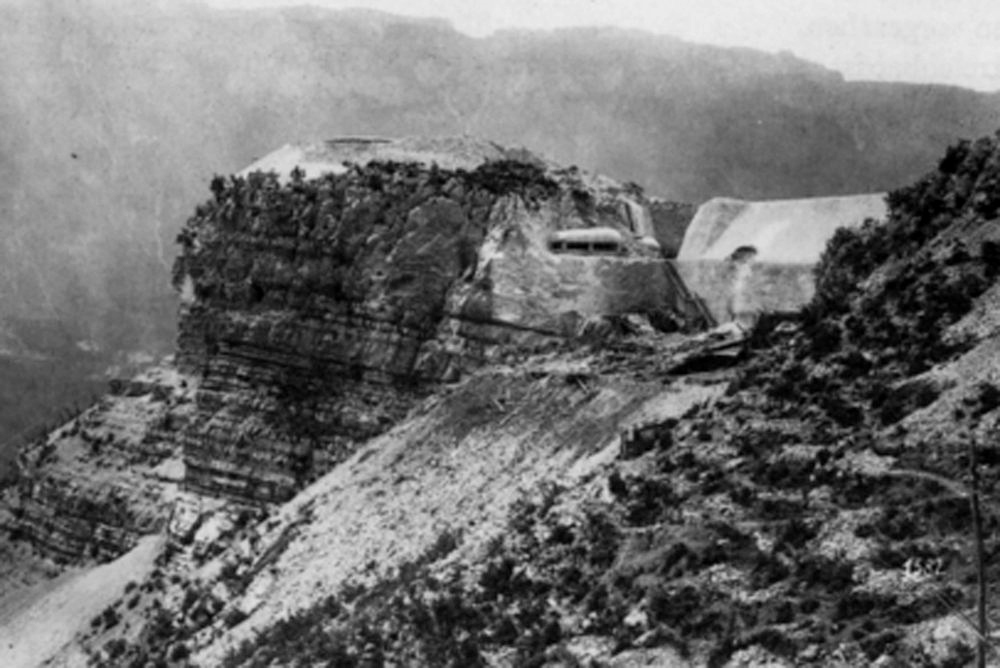
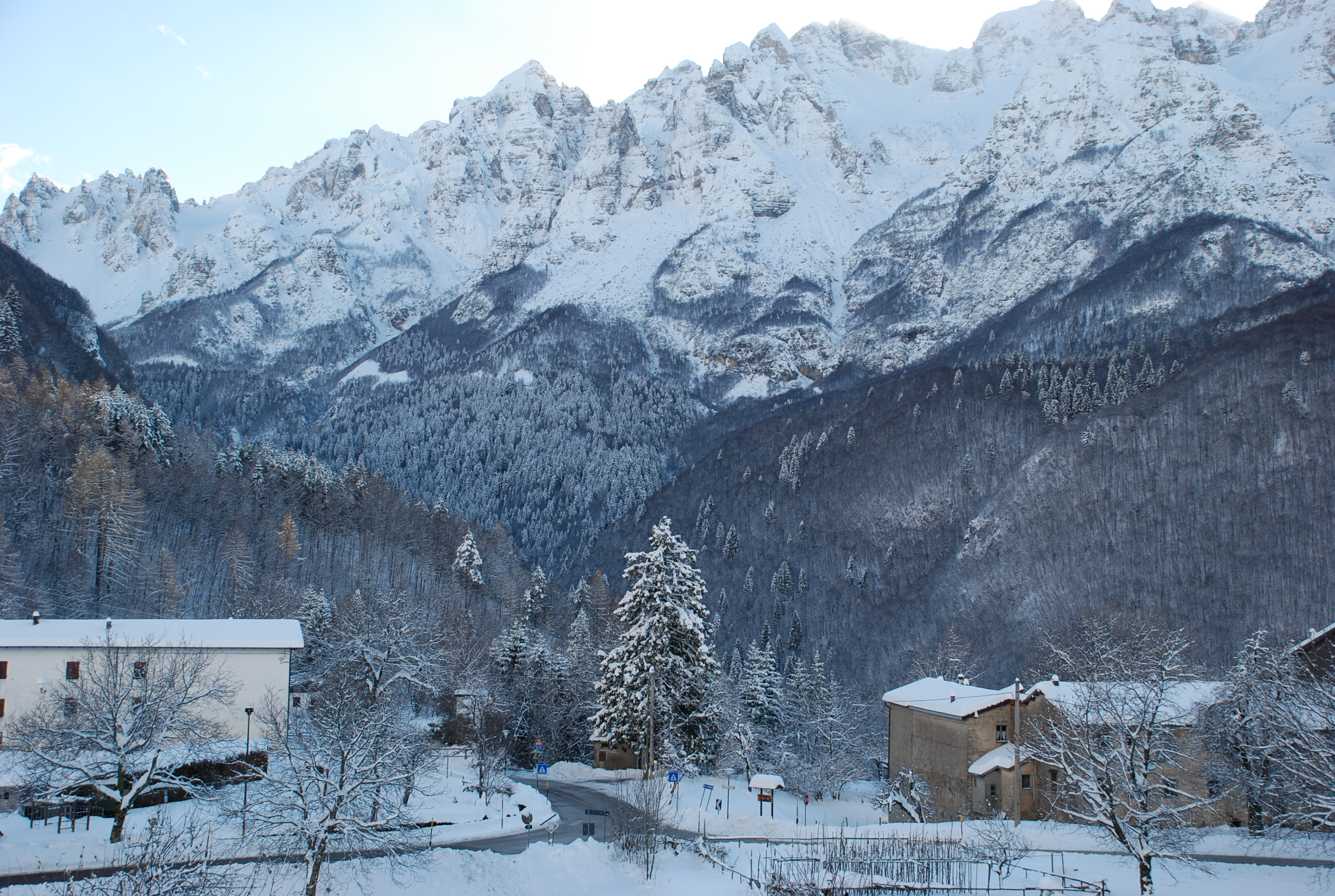
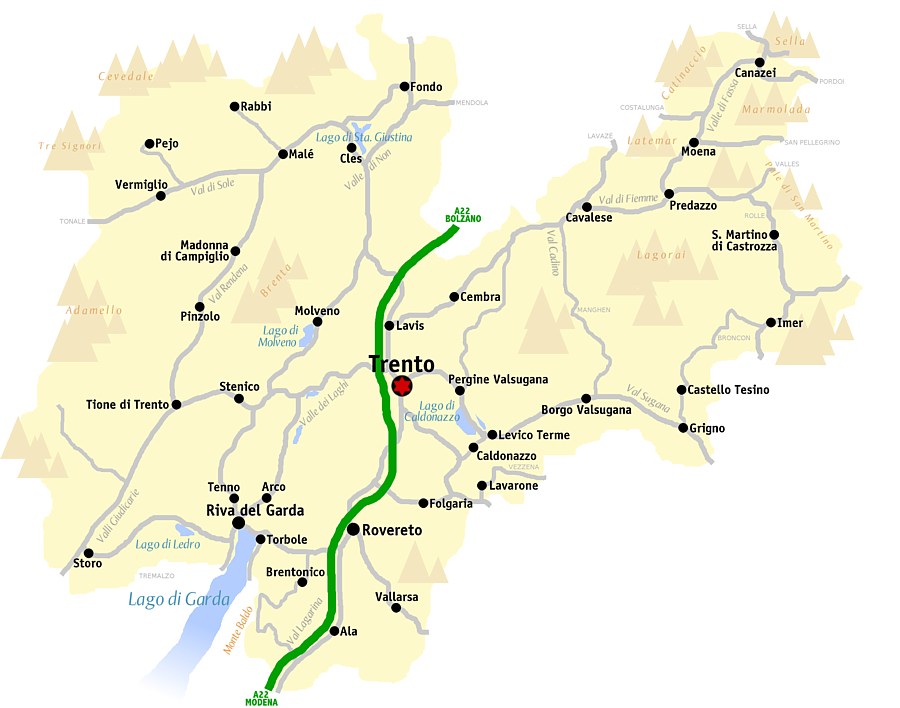